# Хоттер, Ханс
Ханс Хоттер (нем. Hans Hotter; 19 января 1909, Оффенбах-ам-Майн — 6 декабря 2003, Мюнхен) — немецкий оперный и камерный певец (бас-баритон), оперный режиссёр, педагог, профессор Венской музыкальной академии. Каммерзенгер Баварской государственной оперы (1955).
Один из выдающихся исполнителей партий в операх Рихарда Вагнера и камерной вокальной музыки немецких композиторов.

## Биография
Изучал философию и церковную музыку в Мюнхене, обучался пению у известного тенора Маттиаса Рёмера. Первое выступление состоялось в Мюнхене в 1929 году. В 1930 году состоялся оперный дебют певца в Троппау (ныне Опава) (в партии Оратора в «Волшебной флейте» Моцарта). В 1932—1934 годах выступал в Праге, в 1934—1938 годах — в Гамбургской опере (здесь он участвовал в премьере оперы Винфрида Циллига «Жертва»), с 1939 года — в Венской опере.
С 1937 года стал членом труппы Мюнхенской оперы. Участвовал в премьерах опер Рихарда Штрауса «День мира» (24 июля 1938 года, роль Коменданта) и «Каприччио» (28 октября 1942 года, роль Оливье). Предполагалось и его участие в премьере оперы «Любовь Данаи», но из-за войны премьера была отложена и впоследствии осуществлена с другим составом исполнителей. В 1941 г. дебютировал как исполнитель песенного репертуара, исполнив цикл Шуберта «Зимний путь».
С 1939 года гастролировал в Париже, с 1940 года — в Милане, с 1947 года регулярно выступал в Лондоне, с 1949 года — в Буэнос-Айресе, в 1950—1954 — в Нью-Йорке. Принимал участие в Зальцбургском и Эдинбургском фестивалях. Вершиной карьеры певца стали регулярные выступления на вагнеровском фестивале в Байрейте (1952—1966).
В 1971 году участвовал в премьере оперы Готфрида фон Эйнема «Визит старой дамы» в Венской государственной опере.
В 1972 году официально закончил оперную карьеру, но ещё долго выступал в небольших ролях и продолжал исполнять песни.
Работал как оперный режиссёр в Лондоне, Вене, Мюнхене, Цюрихе и Гамбурге. Занимался преподавательской деятельностью (с 1977 года — профессор Венской музыкальной академии).
Введён в Зал славы журнала Gramophone.

## Репертуар
Ханса Хоттера отличали голос, сочетавший яркость баритона и мощь баса, безупречная дикция, внимание к тексту и незаурядное актёрское дарование. Его репертуар включал около 120 партий в операх самых разных композиторов (Вольфганга Амадея Моцарта, Рихарда Штрауса, Джузеппе Верди, Людвига ван Бетховена, Модеста Мусоргского, Альбана Берга и т. д.). Особую славу принесло ему исполнение вагнеровских ролей (он пел едва ли не все вагнеровские партии, подходящие для его голоса), и, прежде всего, Вотана в «Кольце нибелунга».
Но сам Хоттер особенно ценил камерную и духовную музыку. Его записи песен Шуберта (среди прочего несколько записей «Зимнего пути»), Брамса, Шумана, Лёве, Вольфа, Штрауса свидетельствуют о выдающемся даровании. Особенно следует отметить его исполнение 82-й кантаты Баха.
Сотрудничал со многими выдающимися дирижёрами, такими как Ханс Кнаппертсбуш, Герберт фон Караян, Карл Бём, Клеменс Краус, сэр Джордж Шолти, Отто Клемперер и др.

## Дискография
- 1942 — Шуберт. Вокальный цикл «Зимний путь». Партия фортепиано Михаэль Раухайзен
- 1947 — Шуберт. Вокальный цикл «Зимний путь». Партия фортепиано Хайнц Шрётер
- 1950 — Вагнер. Опера «Летучий Голландец». Дирижёр Клеменс Краусс. Mercury Classics
- 1951 — Арии и монологи из опер Вагнера. Decca
- 1954 — Песни Хуго Вольфа. Партия фортепиано Джеральд Мур. Columbia
- 1954 — Бах. Кантаты № 51 и № 82. Columbia Masterworks
- 1955 — Шуберт. Вокальный цикл «Зимний путь». Партия фортепиано Джеральд Мур. Angel Records
- 1955 — Шуберт. Вокальный цикл «Лебедина песня». Партия фортепиано Джеральд Мур. Columbia
- 1957 — Орф. Опера «Луна». Дирижёр Вольфганг Заваллиш. Columbia
- 1958 — Вагнер. Фрагменты из опер «Валькирия» и «Летучий Голландец» (совместно с Биргит Нильссон). Angel Records
- 1959 — Р. Штраус. Опера «Каприччио». Дирижёр Вольфганг Заваллиш. Angel Records
- 1961 — Верди. Опера «Аида» (на немецком языке). Дирижёр Арджео Квадри. Deutsche Grammophon
- 1962 — Шуберт. Вокальный цикл «Зимний путь». Партия фортепиано Эрик Верба. Angel Records
- 1963 — Вагнер. Опера «Нюрнбергские мейстерзингеры». Дирижёр Йозеф Кайльберт. Eurodisc
- 1963 — Вагнер. Опера «Зигфрид». Дирижёр Георг Шолти. London Records
- 1965 — Вагнер. Опера «Парсифаль». Дирижёр Ханс Кнаппертсбуш. Philips
- 1965 — Вагнер. Опера «Валькирия». Дирижёр Георг Шолти. Decca
- 1965 — Моцарт. Опера «Волшебная флейта». Дирижёр Карл Бём. Deutsche Grammophon
- 1967 — Вагнер. Оперный цикл «Кольцо нибелунга». Дирижёр Георг Шолти. London Records
- 1971 — Бетховен. Симфония № 9. Дирижёр Отто Клемперер. La Voix De Son Maître
- 1973 — Вагнер. Опера «Парсифаль». Дирижёр Георг Шолти. Decca
- 1978 — Вагнер. Опера «Валькирия». Дирижёр Ханс Кнаппертсбуш. Cetra
- 1978 — Вагнер. Опера «Тристан и Изольда». Дирижёр Герберт фон Караян. Discocorp
- 1980 — Гайдн. Оратория «Сотворение мира». Дирижёр Ойген Йохум. Melodram
- 1980 — Р. Штраус. Опера «Молчаливая женщина». Дирижёр Карл Бём. Melodram
- 1981 — Вагнер. Опера «Летучий Голландец». Дирижёр Виллем Шюхтер. Melodram
- 1982 — Брамс. Немецкий реквием. Дирижёр Герберт фон Караян. La Voix De Son Maître
- 1986 — Г. фон Эйнем. Опера «Визит старой дамы». Дирижёр Хорст Штайн. Amadeo
- 1990 — Шёнберг. Оратория «Песни Гурре». Дирижёр Риккардо Шайи. Decca